# Příchozí
Příchozí (v anglickém originále Arrival) je americký sci-fi dramatický film z roku 2016. Režie se ujal Denis Villeneuve a scénáře Eric Heisserer. Inspirován byl krátkým příběhem Story of Your Life od Teda Chianga. Ve filmu hrají Amy Adamsová, Jeremy Renner a Forest Whitaker.
Film měl premiéru na Benátském filmovém festivalu 1. září 2016 a do kin byl oficiálně uveden 11. listopadu 2016. Film získal pozitivní recenze a vydělal přes 129 milionů dolarů.

## Obsazení
| Amy Adamsová      | Dr. Louise Banks |
| Jeremy Renner     | Ian Donnelly     |
| Forest Whitaker   | plukovník Weber  |
| Michael Stuhlbarg | agent Halpern    |
| Tzi Ma            | generál Shang    |
| Mark O'Brien      | kapitán Marks    |

## Produkce
Režisér Villeneuve se přiznal, že plánoval natočit sci-fi film už delší dobu. Mezitím scenárista Eric Heissler objevil novelu Story of Your Life a producenti Cohen a Levine si vzali potenciální sci-fi projekt pod svá křídla.
Natáčení začalo v půlce června 2015, hned co Renner dokončil natáčení filmu Captain America: Občanská válka.

## Přijetí
Film vydělal 81,5 milionů dolarů v Severní Americe a 48,4 milionů dolarů v ostatních oblastech, celkově tak vydělal 129,9 milionů dolarů po celém světě. Rozpočet filmu činil 47 milionů dolarů. V Severní Americe byl oficiálně uveden s filmy Almost Christmas a V pasti. Za první víkend docílil třetí nejvyšší návštěvnosti, kdy vydělal 24,1 milionů dolarů. Druhý víkend vydělal 12,1 milionů dolarů a třetí 11,5 milionů dolarů.
Film získal pozitivní recenze od kritiků. Na recenzní stránce Rotten Tomatoes získal z 258 započtených recenzí 93 procent s průměrným ratingem 8,4 bodů z deseti. Na serveru Metacritic snímek získal z 52 recenzí 81 bodů ze sta. Na Česko-Slovenské filmové databázi snímek získal 85% a drží se na 245. místě nejlepších filmů.

## Ocenění
| Seznam ocenění a nominací                     | Seznam ocenění a nominací | Seznam ocenění a nominací                                  | Seznam ocenění a nominací                                    | Seznam ocenění a nominací |
| Ocenění                                       | Datum ceremoniálu         | Kategorie                                                  | Nominovaný                                                   | Výsledek                  |
| --------------------------------------------- | ------------------------- | ---------------------------------------------------------- | ------------------------------------------------------------ | ------------------------- |
| AACTA International Awards                    | 8. ledna 2017             | Nejlepší film                                              | Příchozí                                                     | nominace                  |
| AACTA International Awards                    | 8. ledna 2017             | Nejlepší režisér                                           | Denis Villeneuve                                             | nominace                  |
| AACTA International Awards                    | 8. ledna 2017             | Nejlepší herečka v hlavní roli                             | Amy Adams                                                    | nominace                  |
| ACE Eddie Awards                              | 27. ledna 2017            | Nejlepší střih – drama                                     | Joe Walker                                                   | vítězství                 |
| Alliance of Women Film Journalist             | 21. prosince 2016         | Nejlepší film                                              | Příchozí                                                     | nominace                  |
| Alliance of Women Film Journalist             | 21. prosince 2016         | Nejlepší režisér                                           | Denis Villeneuve                                             | nominace                  |
| Alliance of Women Film Journalist             | 21. prosince 2016         | Nejlepší herečka v hlavní roli                             | Amy Adams                                                    | nominace                  |
| Alliance of Women Film Journalist             | 21. prosince 2016         | Nejlepší adaptovaný scénář                                 | Eric Heisserer                                               | nominace                  |
| Alliance of Women Film Journalist             | 21. prosince 2016         | Nejlepší kamera                                            | Bradford Young                                               | nominace                  |
| Alliance of Women Film Journalist             | 21. prosince 2016         | Nejlepší střih                                             | Joe Walker                                                   | nominace                  |
| American Society of Cinematographers Awards   | 4. února 2017             | Nejlepší kamera – film                                     | Bradford Young                                               | nominace                  |
| Americký filmový institut                     | 8. prosince 2016          | Nejlepších deset filmů roku 2016                           | Příchozí                                                     | vítězství                 |
| Art Directors Guild Awards                    | 11. února 2017            | Nejlepší výprava fantasy filmu                             | Patrice Vermette                                             | nominace                  |
| Austin Film Critics Association               | 28. prosince 2016         | Nejlepší film                                              | Příchozí                                                     | 3. místo                  |
| Austin Film Critics Association               | 28. prosince 2016         | Nejlepší režisér                                           | Denis Villeneuve                                             | nominace                  |
| Austin Film Critics Association               | 28. prosince 2016         | Nejlepší herec                                             | Amy Adams                                                    | nominace                  |
| Austin Film Critics Association               | 28. prosince 2016         | Nejlepší adaptovaný scénář                                 | Eric Heisserer                                               | vítězství                 |
| Austin Film Critics Association               | 28. prosince 2016         | Nejlepší kamera                                            | Bradford Young                                               | nominace                  |
| Austin Film Critics Association               | 28. prosince 2016         | Nejlepší skladatel                                         | Jóhann Jóhannsson                                            | nominace                  |
| Benátský filmový festival                     | 10. září 2016             | Future Film Festival Digital Award                         | Denis Villeneuve                                             | vítězství                 |
| Benátský filmový festival                     | 10. září 2016             | Zlatý lev                                                  | Denis Villeneuve                                             | nominace                  |
| Camerimage                                    | 19. listopadu 2016        | Stříbrná žába za nejlepší kameru                           | Bradford Young                                               | vítězství                 |
| Cena Saturn                                   | 28. června 2017           | Nejlepší film                                              | Příchozí                                                     | nominace                  |
| Cena Saturn                                   | 28. června 2017           | Nejlepší režisér                                           | Denis Villeneuve                                             | nominace                  |
| Cena Saturn                                   | 28. června 2017           | Nejlepší herečka v hlavní roli                             | Amy Adams                                                    | nominace                  |
| Cena Saturn                                   | 28. června 2017           | Nejlepší adaptovaný scénář                                 | Eric Heisserer                                               | vítězství                 |
| Cena Saturn                                   | 28. června 2017           | Nejlepší střih                                             | Joe Walker                                                   | nominace                  |
| Cena Saturn                                   | 28. června 2017           | Nejlepší vizuální efekty                                   | Ryal Cosgrove a Louis Morin                                  | nominace                  |
| Critics' Choice Awards                        | 11. prosince 2016         | Nejlepší film                                              | Příchozí                                                     | nominace                  |
| Critics' Choice Awards                        | 11. prosince 2016         | Nejlepší režisér                                           | Denis Villeneuve                                             | nominace                  |
| Critics' Choice Awards                        | 11. prosince 2016         | Nejlepší herečka v hlavní roli                             | Amy Adams                                                    | nominace                  |
| Critics' Choice Awards                        | 11. prosince 2016         | Nejlepší adaptovaný scénář                                 | Eric Heisserer                                               | vítězství                 |
| Critics' Choice Awards                        | 11. prosince 2016         | Nejlepší kamera                                            | Bradford Young                                               | nominace                  |
| Critics' Choice Awards                        | 11. prosince 2016         | Nejlepší filmová architektura                              | Paul Hotte, André Valade a Patrice Vermette                  | nominace                  |
| Critics' Choice Awards                        | 11. prosince 2016         | Nejlepší střih                                             | Joe Walker                                                   | nominace                  |
| Critics' Choice Awards                        | 11. prosince 2016         | Nejlepší vizuální efekty                                   | Příchozí                                                     | nominace                  |
| Critics' Choice Awards                        | 11. prosince 2016         | Nejlepší sci-fi/hororový film                              | Příchozí                                                     | vítězství                 |
| Critics' Choice Awards                        | 11. prosince 2016         | Nejlepší skladatel                                         | Jóhann Jóhannsson                                            | nominace                  |
| Dallas-Fort Worth Film Critics Association    | 13. prosince 2016         | Nejlepší film                                              | Příchozí                                                     | 5. místo                  |
| Dallas-Fort Worth Film Critics Association    | 13. prosince 2016         | Nejlepší režisér                                           | Denis Villeneuve                                             | 5. místo                  |
| Dallas-Fort Worth Film Critics Association    | 13. prosince 2016         | Nejlepší herečka v hlavní roli                             | Amy Adams                                                    | 4. místo                  |
| Detroit Film Critics Society                  | 19. prosince 2016         | Nejlepší herečka v hlavní roli                             | Amy Adams                                                    | nominace                  |
| Detroit Film Critics Society                  | 19. prosince 2016         | Nejlepší adaptovaný scénář                                 | Eric Heisserer                                               | nominace                  |
| Directors Guild of America Awards             | 4. února 2017             | Nejlepší režisér                                           | Denis Villeneuve                                             | nominace                  |
| Dorian Awards                                 | 26. ledna 2017            | Nejlepší vizuální film                                     | Příchozí                                                     | nominace                  |
| Dragon Awards                                 | 3. září 2017              | Nejlepší sci-fi/fantasy film                               | Příchozí                                                     | nominace                  |
| Empire Awards                                 | 19. března 2017           | Nejlepší film                                              | Příchozí                                                     | nominace                  |
| Empire Awards                                 | 19. března 2017           | Nejlepší sci-fi/fantasy film                               | Příchozí                                                     | nominace                  |
| Empire Awards                                 | 19. března 2017           | Nejlepší herečka v hlavní roli                             | Amy Adams                                                    | nominace                  |
| Empire Awards                                 | 19. března 2017           | Nejlepší režie                                             | Denis Villeneuve                                             | nominace                  |
| Empire Awards                                 | 19. března 2017           | Nejlepší soundtrack                                        | Příchozí                                                     | nominace                  |
| Empire Awards                                 | 19. března 2017           | Nejlepší scénář                                            | Eric Heisserer                                               | nominace                  |
| Empire Awards                                 | 19. března 2017           | Nejlepší výprava                                           | Příchozí                                                     | nominace                  |
| Evening Standard British Film Awards          | 8. prosince 2016          | Ocenění za techniku                                        | Max Richter (hudba)                                          | vítězství                 |
| Filmová cena Britské akademie                 | 12. února 2017            | Nejlepší film                                              | Příchozí                                                     | nominace                  |
| Filmová cena Britské akademie                 | 12. února 2017            | Nejlepší režie                                             | Denis Villeneuve                                             | nominace                  |
| Filmová cena Britské akademie                 | 12. února 2017            | Nejlepší herečka v hlavní roli                             | Amy Adams                                                    | nominace                  |
| Filmová cena Britské akademie                 | 12. února 2017            | Nejlepší adaptovaný scénář                                 | Eric Heisserer                                               | nominace                  |
| Filmová cena Britské akademie                 | 12. února 2017            | Nejlepší výprava                                           | Paul Hotte a Patrice Vermette                                | nominace                  |
| Filmová cena Britské akademie                 | 12. února 2017            | Nejlepší kamera                                            | Bradford Young                                               | nominace                  |
| Filmová cena Britské akademie                 | 12. února 2017            | Nejlepší střih                                             | Joe Walker                                                   | nominace                  |
| Filmová cena Britské akademie                 | 12. února 2017            | Nejlepší skladatel                                         | Jóhann Jóhannsson                                            | nominace                  |
| Filmová cena Britské akademie                 | 12. února 2017            | Nejlepší zvuk                                              | Sylvain Bellemare, Claude La Haye and Bernard Gariépy Strobl | vítězství                 |
| Filmová cena Britské akademie                 | 12. února 2017            | Nejlepší speciální efekty                                  | Louis Morin                                                  | nominace                  |
| Florida Film Critics Circle                   | 23. prosince 2016         | Nejlepší adaptovaný scénář                                 | Eric Heisserer                                               | nominace                  |
| Florida Film Critics Circle                   | 23. prosince 2016         | Nejlepší skladatel                                         | Jóhann Jóhannsson                                            | nominace                  |
| Florida Film Critics Circle                   | 23. prosince 2016         | Nejlepší kamera                                            | Bradford Young                                               | nominace                  |
| Florida Film Critics Circle                   | 23. prosince 2016         | Nejlepší výprava                                           | Příchozí                                                     | nominace                  |
| Florida Film Critics Circle                   | 23. prosince 2016         | Nejlepší vizuální efekty                                   | Příchozí                                                     | nominace                  |
| Golden Tomato Awards                          | 12. ledna 2017            | Nejlepší film                                              | Příchozí                                                     | 3. místo                  |
| Golden Tomato Awards                          | 12. ledna 2017            | Nejlepší sci-fi/fantasy                                    | Příchozí                                                     | vítězství                 |
| Hollywood Music in Media Awards               | 17. listopadu 2016        | Nejlepší původní instumentální hudba – Sci-fi/fantasy film | Jóhann Jóhannsson                                            | nominace                  |
| Hugo Award                                    | 11. srpna 2017            | Nejlepší drama                                             | Eric Heisserer a Denis Villeneuve                            | vítězství                 |
| Houston Film Critics Society                  | 6. ledna 2017             | Nejlepší film                                              | Příchozí                                                     | nominace                  |
| Houston Film Critics Society                  | 6. ledna 2017             | Nejlepší režie                                             | Denis Villeneuve                                             | nominace                  |
| Houston Film Critics Society                  | 6. ledna 2017             | Nejlepší herečka v hlavní roli                             | Amy Adams                                                    | nominace                  |
| Houston Film Critics Society                  | 6. ledna 2017             | Nejlepší adaptovaný scénář                                 | Eric Heisserer                                               | nominace                  |
| Houston Film Critics Society                  | 6. ledna 2017             | Nejlepší skladatel                                         | Jóhann Jóhannsson                                            | nominace                  |
| Houston Film Critics Society                  | 6. ledna 2017             | Nejlepší kamera                                            | Bradford Young                                               | nominace                  |
| Chicago Film Critics Association              | 15. prosince 2016         | Nejlepší herečka v hlavní roli                             | Amy Adams                                                    | nominace                  |
| Chicago Film Critics Association              | 15. prosince 2016         | Nejlepší adaptovaný scénář                                 | Eric Heisserer                                               | nominace                  |
| Chicago Film Critics Association              | 15. prosince 2016         | Nejlepší skladatel                                         | Jóhann Jóhannsson                                            | nominace                  |
| IndieWire Critics Poll                        | 19. prosince 2016         | Nejlepší film                                              | Příchozí                                                     | 8. místo                  |
| IndieWire Critics Poll                        | 19. prosince 2016         | Nejlepší režie                                             | Denis Villeneuve                                             | 7. místo                  |
| IndieWire Critics Poll                        | 19. prosince 2016         | Nejlepší herečka v hlavní roli                             | Amy Adams                                                    | 6. místo                  |
| IndieWire Critics Poll                        | 19. prosince 2016         | Nejlepší scénář                                            | Eric Heisserer                                               | 6. místo                  |
| IndieWire Critics Poll                        | 19. prosince 2016         | Nejlepší skladatel                                         | Jóhann Jóhannsson                                            | 4. místo                  |
| IndieWire Critics Poll                        | 19. prosince 2016         | Nejlepší kamera                                            | Bradford Young                                               | 3. místo                  |
| IndieWire Critics Poll                        | 19. prosince 2016         | Nejlepší střih                                             | Joe Walker                                                   | 7. místo                  |
| Irish Film & Television Awards                | 8. dubna 2017             | Nejlepší mezinárodní herečka                               | Amy Adams                                                    | nominace                  |
| London Film Critics' Circle                   | 22. ledna 2017            | Nejlepší herečka v hlavní roli                             | Amy Adams                                                    | nominace                  |
| London Film Critics' Circle                   | 22. ledna 2017            | Technické ocenění                                          | Příchozí                                                     | nominace                  |
| Mezinárodní filmový festival v Palm Springs   | 2. ledna 2017             | Chairman's Award                                           | Amy Adams                                                    | vítězství                 |
| MPSE Golden Reel Awards                       | 19. února 2017            | Nejlepší anglicky mluvící film (dialog/ADR)                | Příchozí                                                     | nominace                  |
| MPSE Golden Reel Awards                       | 19. února 2017            | Nejlepší anglicky mluvící film (efekty)                    | Příchozí                                                     | nominace                  |
| National Board of Review                      | 4. ledna 2017             | Nejlepších 10 filmů                                        | Příchozí                                                     | vítězství                 |
| National Board of Review                      | 4. ledna 2017             | Nejlepší herečka                                           | Amy Adams                                                    | vítězství                 |
| New York Film Critics Online                  | 11. prosince 2016         | Top 12 filmů                                               | Příchozí                                                     | vítězství                 |
| North Carolina Film Critics Association       | 2. ledna 2017             | Nejlepší film                                              | Příchozí                                                     | nominace                  |
| North Carolina Film Critics Association       | 2. ledna 2017             | Nejlepší adaptovaný scénář                                 | Eric Heisserer                                               | vítězství                 |
| North Carolina Film Critics Association       | 2. ledna 2017             | Nejlepší kamera                                            | Bradford Young                                               | nominace                  |
| North Carolina Film Critics Association       | 2. ledna 2017             | Nejlepší vizuální efekty                                   | Příchozí                                                     | nominace                  |
| Online Film Critics Society                   | 27. prosince 2016         | Nejlepší film                                              | Příchozí                                                     | nominace                  |
| Online Film Critics Society                   | 27. prosince 2016         | Nejlepší režie                                             | Denis Villeneuve                                             | nominace                  |
| Online Film Critics Society                   | 27. prosince 2016         | Nejlepší adaptovaný scénář                                 | Eric Heisserer                                               | vítězství                 |
| Online Film Critics Society                   | 27. prosince 2016         | Nejlepší herečka                                           | Amy Adams                                                    | nominace                  |
| Online Film Critics Society                   | 27. prosince 2016         | Nejlepší kamera                                            | Bradford Young                                               | nominace                  |
| Online Film Critics Society                   | 27. prosince 2016         | Nejlepší střih                                             | Joe Walker                                                   | nominace                  |
| Oscar                                         | 26. února 2017            | Nejlepší film                                              | Příchozí                                                     | nominace                  |
| Oscar                                         | 26. února 2017            | Nejlepší režie                                             | Denis Villeneuve                                             | nominace                  |
| Oscar                                         | 26. února 2017            | Nejlepší adaptovaný scénář                                 | Eric Heisserer                                               | nominace                  |
| Oscar                                         | 26. února 2017            | Nejlepší zvuk                                              | Claude La Haye a Bernard Gariépy Strobl                      | nominace                  |
| Oscar                                         | 26. února 2017            | Nejlepší střih zvuku                                       | Sylvain Bellemare                                            | vítězství                 |
| Oscar                                         | 26. února 2017            | Nejlepší výprava                                           | Paul Hotte a Patrice Vermette                                | nominace                  |
| Oscar                                         | 26. února 2017            | Nejlepší kamera                                            | Bradford Young                                               | nominace                  |
| Oscar                                         | 26. února 2017            | Nejlepší střih                                             | Joe Walker                                                   | vítězství                 |
| Prix Aurora Awards                            | 2. ledna 2017             | Nejlepší vizuální prezentace                               | Denis Villeneuve                                             | vítězství                 |
| Producers Guild of America                    | 28. ledna 2017            | Nejlepší producent – film                                  | Dan Levine, Shawn Levy, David Linde a Aaron Ryder            | nominace                  |
| Ray Bradbury Award                            | 18–21. května 2017        | Nejlepší drama                                             | Eric Heisserer a Denis Villeneuve                            | vítězství                 |
| San Diego Film Critics Society                | 12. prosince 2016         | Nejlepší adaptovaný scénář                                 | Eric Heisserer                                               | nominace                  |
| San Diego Film Critics Society                | 12. prosince 2016         | Nejlepší střih                                             | Joe Walker                                                   | nominace                  |
| San Diego Film Critics Society                | 12. prosince 2016         | Nejlepší kamera                                            | Bradford Young                                               | nominace                  |
| San Diego Film Critics Society                | 12. prosince 2016         | Nejlepší produkční design                                  | Patrice Veermette                                            | nominace                  |
| San Diego Film Critics Society                | 12. prosince 2016         | Nejlepší vizuální efekty                                   | Příchozí                                                     | nominace                  |
| San Francisco Film Critics Circle             | 11. prosince 2016         | Nejlepší film                                              | Příchozí                                                     | nominace                  |
| San Francisco Film Critics Circle             | 11. prosince 2016         | Nejlepší režisér                                           | Denis Villeneuve                                             | nominace                  |
| San Francisco Film Critics Circle             | 11. prosince 2016         | Nejlepší herečka                                           | Amy Adams                                                    | nominace                  |
| San Francisco Film Critics Circle             | 11. prosince 2016         | Nejlepší adaptovaný scénář                                 | Eric Heisserer                                               | vítězství                 |
| San Francisco Film Critics Circle             | 11. prosince 2016         | Nejlepší kamera                                            | Bradford Young                                               | nominace                  |
| San Francisco Film Critics Circle             | 11. prosince 2016         | Nejlepší produkční design                                  | Patrice Vermette                                             | nominace                  |
| San Francisco Film Critics Circle             | 11. prosince 2016         | Nejlepší skladatel                                         | Jóhann Jóhannsson                                            | nominace                  |
| San Francisco Film Critics Circle             | 11. prosince 2016         | Nejlepší střih                                             | Joe Walker                                                   | vítězství                 |
| Screen Actors Guild Awards                    | 29. ledna 2017            | Nejlepší herečka                                           | Amy Adams                                                    | nominace                  |
| Seattle Film Critics Society                  | 5. ledna 2017             | Nejlepší film                                              | Příchozí                                                     | nominace                  |
| Seattle Film Critics Society                  | 5. ledna 2017             | Nejlepší režisér                                           | Denis Villeneuve                                             | nominace                  |
| Seattle Film Critics Society                  | 5. ledna 2017             | Nejlepší herečka                                           | Amy Adams                                                    | nominace                  |
| Seattle Film Critics Society                  | 5. ledna 2017             | Nejlepší scénář                                            | Eric Heisserer                                               | nominace                  |
| Seattle Film Critics Society                  | 5. ledna 2017             | Nejlepší kamera                                            | Bradford Young                                               | vítězství                 |
| Seattle Film Critics Society                  | 5. ledna 2017             | Nejlepší střih                                             | Joe Walker                                                   | nominace                  |
| Seattle Film Critics Society                  | 5. ledna 2017             | Nejlepší výprava                                           | Paul Hotte a Patrice Vermette                                | nominace                  |
| Seattle Film Critics Society                  | 5. ledna 2017             | Nejlepší vizuální efekty                                   | Louis Morin                                                  | vítězství                 |
| Seattle Film Critics Society                  | 5. ledna 2017             | Nejlepší skladatel                                         | Jóhann Jóhannsson                                            | vítězství                 |
| St. Louis Film Critics Association            | 18. prosince 2016         | Nejlepší film                                              | Příchozí                                                     | nominace                  |
| St. Louis Film Critics Association            | 18. prosince 2016         | Nejlepší režisér                                           | Denis Villeneuve (remíza s Kennethem Lonerganem)             | 2. místo                  |
| St. Louis Film Critics Association            | 18. prosince 2016         | Nejlepší herečka                                           | Amy Adams                                                    | nominace                  |
| St. Louis Film Critics Association            | 18. prosince 2016         | Nejlepší adaptovaný scénář                                 | Eric Heisserer                                               | 2. místo                  |
| St. Louis Film Critics Association            | 18. prosince 2016         | Nejlepší kamera                                            | Bradford Young                                               | nominace                  |
| St. Louis Film Critics Association            | 18. prosince 2016         | Nejlepší vizuální efekty                                   | Příchozí                                                     | nominace                  |
| St. Louis Film Critics Association            | 18. prosince 2016         | Nejlepší skladatel                                         | Jóhann Jóhannsson                                            | nominace                  |
| St. Louis Film Critics Association            | 18. prosince 2016         | Nejlepší sci-fi/hororový film                              | Příchozí                                                     | 2. místo                  |
| Teen Choice Awards                            | 13. srpna 2017            | Nejlepší sci-fi/fantasy film                               | Příchozí                                                     | nominace                  |
| Teen Choice Awards                            | 13. srpna 2017            | Nejlepší herečka – sci-fi/fantasy                          | Amy Adams                                                    | nominace                  |
| Teen Choice Awards                            | 13. srpna 2017            | Nejlepší herec -sci-fi/fantasy                             | Jeremy Renner                                                | nominace                  |
| USC Scripter Awards                           | 11. února 2017            | Nejlepší scénář                                            | Eric Heisserer                                               | nominace                  |
| Vancouver Film Critics Circle                 | 20. prosince 2016         | Nejlepší režisér                                           | Denis Villeneuve                                             | nominace                  |
| Vancouver Film Critics Circle                 | 20. prosince 2016         | Nejlepší herečka                                           | Amy Adams                                                    | nominace                  |
| Washington D.C. Area Film Critics Association | 5. prosince 2016          | Nejlepší film                                              | Příchozí                                                     | nominace                  |
| Washington D.C. Area Film Critics Association | 5. prosince 2016          | Nejlepší režisér                                           | Denis Villeneuve                                             | nominace                  |
| Washington D.C. Area Film Critics Association | 5. prosince 2016          | Nejlepší herečka                                           | Amy Adams                                                    | nominace                  |
| Washington D.C. Area Film Critics Association | 5. prosince 2016          | Nejlepší adaptovaný scénář                                 | Eric Heisserer                                               | vítězství                 |
| Washington D.C. Area Film Critics Association | 5. prosince 2016          | Nejlepší filmová architektura                              | Patrice Vermette a Paul Hotte                                | nominace                  |
| Washington D.C. Area Film Critics Association | 5. prosince 2016          | Nejlepší kamera                                            | Bradford Young                                               | nominace                  |
| Washington D.C. Area Film Critics Association | 5. prosince 2016          | Nejlepší střih                                             | Joe Walker                                                   | nominace                  |
| Washington D.C. Area Film Critics Association | 5. prosince 2016          | Nejlepší skladatel                                         | Jóhann Jóhannsson                                            | nominace                  |
| Writers Guild of America Awards               | 19. února 2017            | Nejlepší adaptovaný scénář                                 | Eric Heisserer                                               | nominace                  |
| Zlatý glóbus                                  | 8. ledna 2017             | Nejlepší herečka v hlavní roli - drama                     | Amy Adams                                                    | nominace                  |
| Zlatý glóbus                                  | 8. ledna 2017             | Nejlepší skladatel                                         | Jóhann Jóhannsson                                            | nominace                  |